# آتش‌بازی (ترانه)
«آتش‌بازی» (به انگلیسی: Firework) ترانه‌ای از کیتی پری، خواننده اهل ایالات متحده آمریکا برای سومین آلبوم استودیویی خود، رویای نوجوانی (۲۰۱۰) است. پری ترانه را به صورت مشترک همراه با استر دین و تهیه‌کننده‌های ترانه استارگیت و سندی وی نوشت. این اثر یک سرود توانمندسازی دنس پاپ با اشعار الهام بخش است و پری احساس می‌کرد که این یک ترانه مهمی است که توسط او ضبط شده‌است. کپیتال رکوردز این را به عنوان سومین تک‌آهنگ آلبوم در ۲۶ اکتبر ۲۰۱۰ منتشر کرد.
این ترانه از نظر تجاری به موفقیت‌های جهانی رسید و در رتبه یک جدول فروش موسیقی ۱۰۰ آهنگ داغ بیلبورد و به پنج رتبه برتر جدول ۲۰ کشور قرار گرفت. ترانه بیش از ۷٫۴ میلیون نسخه در ایالات متحده آمریکا و بیش از یک میلیون نسخه در بریتانیا به فروش رسانده‌است. علاوه بر این، «آتش‌بازی» توسط انجمن صنعت ضبط موسیقی ایالات متحده آمریکا (آرآی‌ای‌ای) برای فروش ۱۰ میلیون نسخه در سراسر ایالات متحده آمریکا، گواهی الماس را دریافت کرد.
یک موزیک ویدئو همراه تک‌آهنگ به کارگردانی دیو میرز در ۲۸ اکتبر ۲۰۱۰ منتشر شد. این ویدئو پری را با صحنه‌های درهم پیچیده از جوانان به آواز خواندن و رقصیدن در اطراف بوداپست نشان می‌دهد. یک فراخوانی برای جذب افراد برای موزیک ویدئو تعداد بی‌سابقه ۳۸٫۰۰۰ متقاضی را به خود جلب کرد. همچنین موزیک ویدئو «آتش‌بازی» در شبکهٔ ماچ‌موزیک در رتبهٔ اول ۵۰ ویدئوی برتر سال ۲۰۱۰ قرار گرفت. گفته می‌شود موزیک ویدئو نسخه شادتری از پیام کریستینا آگیلرا در ترانه «زیبا» را برخوردار است. موزیک ویدئو نامزد دریافت سه جایزه جایزه در جایزه ام‌تی‌وی ۲۰۱۱ شد و توانست جایزه اصلی و نهایی ویدئو سال را دریافت کند. همچنین «آتش‌بازی» نامزد دریافت جایزه ضبط سال و بهترین اجرای پاپ تک‌نفره از پنجاه و چهارمین مراسم جایزه گرمی شد. این ترانه بر پایهٔ گزارش سامانه اطلاعات پخش نیلسون در ۵ ژانویه ۲۰۱۲، ۵۰۹٬۰۰۰ بار از رادیوهای آمریکا پخش شد و از نظر تعداد پخش در رادیوهای آمریکا پنجمین ترانه در طول سال ۲۰۱۱ بود.

## تولید
ترانهٔ «آتش‌بازی» سرودهٔ پری، مایکل اریکسن، تور اریک هرمنسن، سندی ویلهم و استر دین است. استارگیت و سندی وی در استودیوهای سوپ‌باکس در آتلانتا تهیه‌کنندگی آن را برعهده داشتند. این ترانه در سال ۲۰۰۹، در استودیوهای روک و میک ضبط و در استودیوهای د بانکر توسط وی میکس شد. کارلوس ایندل و دمیان لویس مهندسی صوت آن را انجام دادند. تمام سازها را ستارگیت و وی نواختند و کیتی پری علاوه بر خوانندگی و همخوانی‌ها را نیز انجام داد. پری این ترانه را با الهام از یک بند از رمان در جاده اثر جک کرواک سروده‌است. پری بیان داشته‌است که این ترانه، ترانه موردعلاقه وی در آلبوم رؤیای نوجوانی است. او این‌گونه توضیح داد:
«اکنون مردم می‌آیند و تقریباً آن را به عنوان سرود خودشان می‌پذیرند و این سخت است، به نظرم، نوشتن سرودی که بی‌کلاس نباشد و من امیدوارم این چیزی در این رده باشد. من امیدوارم که این همانی باشد که شبیه آن باشد که بگویم «من می‌خواهم مشت‌هایمان را بالا بگیرم و احساس غرور و احساس قدرت کنم اما نمی‌خواهم تا یک [ترانه] بی‌کلاس باشد، این مرز نامشخص است» و من فکر می‌کنم «آتش‌بازی»... می‌تواند ترانه من باشد - اگر مجبور بودم فقط یک ترانه را برای پخش انتخاب کنم - به خاطر ضرباهنگ قوی آن. خیلی از مردم به بخشی از ترانه ارجاع می‌دهد «مانند چهارم ژوئیه» اگرچه در اصل شعر «مانند یک کرم شب‌تاب» چون که وقتی کرم شب‌تاب را در شب می‌بینم یاد آتش‌بازی می‌افتم. اگرچه تمایل بر این بود و من اجراهای زنده می‌خوانم مانند چهارم ژوئیه که معنی عالی برای نام ترانه می‌دهد.»
کیتی پری از طرفدارانش خواسته‌است که این ترانه، ترانه امضای وی باشد.

## ساختار و سبک
سبک ترانهٔ «آتش‌بازی»، دنس پاپ و دیسکو راک و ریتمش هاوس است.
این آهنگ در کلید لا بـِمُل ماژور نوشته شده و تمپوی آن ۱۲۴ بیت در دقیقه است. همچنین محدودهٔ آوازی کیتی پری بین G♭3 تا E♭5 است.

## بازتاب‌ها و جوایز

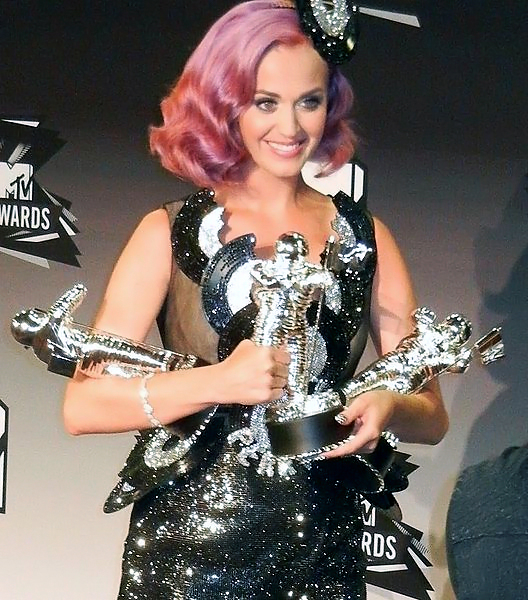
کیتی پری در جوایز موسیقی ام‌تی‌وی ۲۰۱۱، در حالی که سه جایزه برده‌است. یکی از این جوایز نماهنگ سال بود که به خاطر ترانه «آتش‌بازی» برد

به‌طور کلی نقدهایی که این آهنگ دریافت کرد مثبت بودند. بیل لمب از آل‌میوزیک و ابوت.کام ترانهٔ «آتش‌بازی» را یکی از بهترین ترانه‌های آلبوم رؤیای نوجوانی می‌داند. همچنین بیل لمب «آتش‌بازی» را بهترین ترانه کیتی پری می‌داند او گفت که «آتش‌بازی»: «یک سرود قوی است که هدف اصلیش، بالا بردن اعتماد به نفس است». لمب در یک نقد دیگر که مخصوص همین آهنگ نوشته بود به ستایش از آن ادامه داد و گفت: «این یک سرود ساده و مقرون به صرفه دربارهٔ اعتماد به نفس است. این آهنگ بدون تلف کردن وقت به نقطهٔ هدفش می‌رسد و پیامش را می‌رساند. این یک ترانهٔ بی‌نقصِ بسیار ملودیک و گیرا است و به هر شنونده‌ای احساس خوب می‌دهد. تک‌آهنگ‌های پاپی که بهتر از این باشند به ندرت وجود دارد».
نیک لوین از وبگاه دیجیتال اسپای پنج ستارهٔ کامل به این اثر داد و نوشت «این ترانه یک سرود توانمندسازی است که در تق‌تق آتش‌بازی از ترانه‌های کلوبِ کلدپلی توسط تیم استارگیت پیچیده شده‌است»
روزنامهٔ واشینگتن پست این ترانه را «بیش از حد احساساتی» توصیف کرد. مجله اسلانت بیان داشت این ترانه «شنیدنش دردناک نیست. اما خطوط روحیه بخش آن بی‌معنی هستند و گویا برای کسی مانند لیونا لوئیس نگاشته شده‌اند و فراتر از قابلیت‌های کیتی پری هستند اما کر به خوبی کار می‌کند و شما می‌توانید ضعف‌هایش را ببخشید» پاپ‌مترز نوشت «"آتش‌بازی" ترانه‌ای است که شایسته تحسین است؛ علی‌رغم آن که چیز به‌یادماندنی مشخصی ندارد… آتش‌بازی حداقل یک ذره قدرت ماندن دارد». ال فاکس از بی‌بی‌سی گفت که این ترانه «یک بلوغ شادی‌بخش و یک مجموعه‌ای از آواهای گوناگون را به نمایش می‌گذارد، یک نمایش واقعی از موسیقی‌دانی پری»
«آتش‌بازی» نامزد دریافت یک جایزه گرمی برای بهترین ضبط سال و بهترین اجرای پاپ تک‌نفره در ۵۴مین مراسم اهدای جایزه گرمی شد. این ترانه در مراسم جوایز موزیک ویدئوی ام‌تی‌وی ۲۰۱۱، جایزهٔ «ویدئوی سال» را برنده شد او این جایزه را در حالی که یک مکعب زرد روی سرش گذاشته‌بود پذیرفت ترانه وی همچنین نامزد بهترین «ویدئوی زن» و بهترین «ویدئوی همراه با پیام» نیز شد. در توضیح نامزدی ویدئوی همراه با پیام نوشته شد «دختر کالیفرنیای اصالت و شور درون همه ما را تجلیل می‌کند» به‌طور کلی کیتی پری در نه زمینه نامزد جایزه موزیک ویدئوی ام‌تی‌وی در سال ۲۰۱۱ شده‌بود.
همچنین نماهنگ «آتش‌بازی» در شبکهٔ ماچ‌موزیک در رتبهٔ اول ۵۰ ویدئوی سال ۲۰۱۰ قرار گرفت. «آتش‌بازی» همچنین نامزد بهترین ترانه پاپ در جایزه موسیقی بیلبورد در سال ۲۰۱۱ شد. نامزد بهترین تک‌آهنگ در جایزه برگزیده نوجوانان در سال ۲۰۱۱ و نامزد بهترین ترانه در جایزه برگزیده کودکان در سال ۲۰۱۲ نیز شد. علاوه بر این کیتی پری در جوایز موسیقی آمریکا برنده جایزه دستاورد ویژه شد. وی تنها خواننده زنی است که توانسته پنج ترانه با رتبه یک از یک آلبوم داشته باشد.

## جدول‌ها، گواهی‌نامه‌ها و میزان فروش

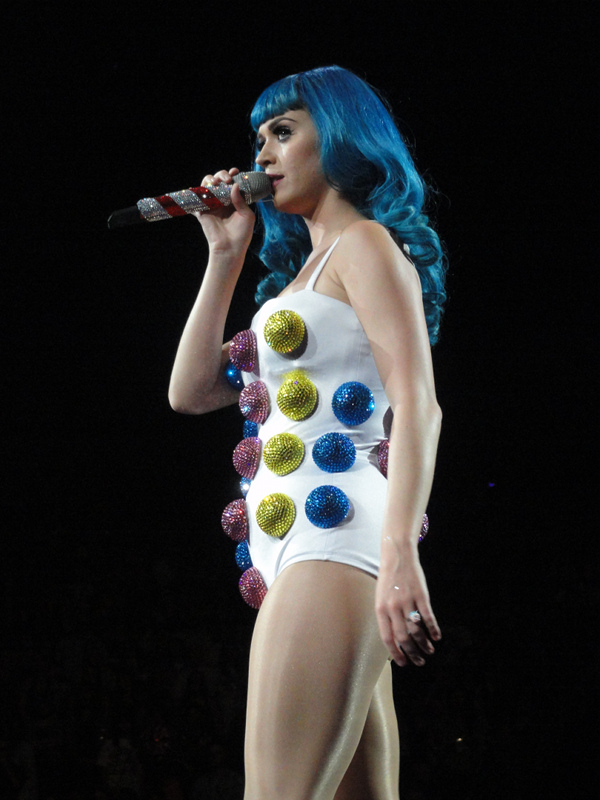
پری در حال اجرای ترانه در تور رویاهای کالیفرنیا در سیاتل، واشینگتن.

ترانهٔ «آتش‌بازی» در انتهای هفته اول انتشارش یعنی در ۶ نوامبر ۲۰۱۰ با رتبه ۵۷ به جدول ۱۰۰ آهنگ داغ بیلبورد (بیلبورد آمریکا) وارد شد. پس از چند هفته توانست به رتبهٔ یک جدول بیلبورد آمریکا برسد. این چهارمین تک‌آهنگ کیتی پری و سومین تک‌آهنگ از آلبوم رویای نوجوانی بود که به رتبهٔ ۱ جدول آمریکا رسید.
به این ترتیب، پری موفق شد به اولین خواننده زن پس از مونیکا تبدیل شود که (۱۹۹۸–۱۹۹۹) که سه تک‌آهنگ او پشت‌سرهم در آمریکا شماره یک می‌شود. «آتش‌بازی» چهار هفتهٔ نامتوالی در رتبهٔ یک بیلبورد آمریکا باقی‌ماند.
همچنین در جدول‌های آهنگ‌های داغ رقصی، جدول پاپ، ترانه‌های پاپ بزرگسالان و جدول بزرگسالان معاصر اول شد. این ترانه به مدت ۳۹ هفته در چارت بیلبورد و ۲۲ هفته در چارت ترانه‌های پاپ بود و در جدول فروش آخر سال در سال ۲۰۱۱ در رتبه سوم پس از «غوطه‌ور در ژرفا» از ادل و «سرود پارتی راک» از ال‌ام‌اف‌ای‌او و بالاتر از ای‌تی از کیتی پری جای گرفت. از آگوست سال ۲۰۲۰،  ۷٬۴۰۰٬۰۰۰ نسخه از این ترانه در ایالات متحده به فروش رسیده‌است.
در هفته منتهی به ۸ ژانویه ۲۰۱۱، ۵۰۹ هزار نسخه از «آتش‌بازی» به صورت دانلود دیجیتالی در آمریکا به فروش رفت که باعث شد کتی پری دومین هنرمند زن پرفروش (چهارمین در بین تمام هنرمندان) در دانلودهای دیجیتالی شود. (کشا با ترانهٔ «تیک‌تاک» که ۶۱۰٬۰۰۰ نسخه دانلود دیجیتالی داشته صدرنشین است).
این ترانه ۵ بار گواهی‌نامهٔ پلاتین را از انجمن صنعت ضبط موسیقی آمریکا (RIAA) به خاطر فروش بیش از ۵ میلیون نسخه در آمریکا دریافت کرد. این پنجمین ترانه کیتی پری بود که این گواهی‌نامه را دریافت کرد و باعث شد که پری به هنرمندی با بیشترین تعداد تک‌آهنگ با فروش بیش از ۳ میلیون نسخه تبدیل شود.
تا نوامبر ۲۰۱۱ این ترانه فقط در آمریکا ۵٬۰۷۵٬۰۰۰ نسخه فروش رفت.
«آتش‌بازی» یکی از سه ترانهٔ کیتی پری است که بیش از پنج میلیون نسخه دانلود قانونی داشته‌است. ترانه‌های دیگر وی «گرم و سرد» و «دختران کالیفرنیا» هستند.
در کانادا، «آتش‌بازی» در هفتهٔ اول فروش، یعنی هفتهٔ منتهی به ۶ نوامبر ۲۰۱۰، با رتبهٔ ۵۱ به ۱۰۰ داغ کانادایی رسید و در ۱۸ دسامبر به رتبه اول رسید.
در ۳۱ اکتبر ۲۰۱۰، «آتش‌بازی» در هفتهٔ اول انتشارش در استرالیا به موقعیت ۳۷ و هفتهٔ بعد به موقعیت ۱۵ در جدول تک‌آهنگ استرالیا (ARIA) رسید.
بالاترین رتبهٔ «آتش‌بازی» در استرالیا، جایگاه سه بود. این ترانه پنج گواهی‌نامهٔ پلاتین از انجمن صنعت ضبط استرالیا به خاطر فروش بیش از ۳۵۰٬۰۰۰ نسخه دریافت کرد.
همچنین در نیوزلند در هفتهٔ اول انتشار، یعنی ۴ اکتبر، ۲۰۱۰ در موقعیت ۳۴ قرار گرفت و سپس به موقعیت یک رسید.
این ترانه در پادشاهی متحده در هفتهٔ اول انتشار به رتبه پنج رسید و بهترین موقعیت آن رتبه سه بود.
همچنین به خاطر فروش بیش از ۶۰۰٬۰۰۰ نسخه گواهی‌نامهٔ پلاتین را از صنعت ضبط صدای بریتانیا دریافت کرد.
تا مارس ۲۰۱۲، ۸۳۳٬۶۲۵ نسخه از «آتش‌بازی» در پادشاهی متحده فروش رفت که از این نظر پرفروش‌ترین تک‌آهنگ کیتی پری در انگلستان محسوب می‌شود و از فوریه ۲۰۱۷ در کل ۱٬۰۹۱٬۷۴۳ نسخه از ترانه در این کشور فروخته شده‌است. در اروپا نیز این ترانه در جدول‌های آلمان، اتریش، بلژیک، ایتالیا، نروژ، سوئد و سوئیس در بین پنج اثر برتر جدول‌ها قرار گرفت و در هلند و فرانسه نیز در بین ۱۰ آهنگ اول قرار گرفت.

## نماهنگ
کیتی پری این نماهنگ «آتش‌بازی» را به پروژه بهتر می‌شود، تقدیم کرد. «بهتر می‌شود» یک پروژهٔ اینترنتی است که هدف آن حمایت از اشخاص همجنس‌گرا، دوجنس‌گرا و تراجنسی (به‌طور کلی دگرباشی جنسی) است تا با زورگویی و توهین علیه خودشان بجنگند.
کیتی پری در ۲۸ اکتبر ۲۰۱۰ در تویتر رسمی خود ابتدا نوشت: «چه کسی آماده است تا آتش‌بازی را ببیند. من برایتان آماده کرده‌ام. مفتخرم که اعلام کنم…» سپس در تویت بعدی خود نوشت: «من رسماً نماهنگ جدیدم را به بهتر می‌شود تقدیم می‌کنم. برای اینکه هر کسی جرقه‌ای برای تبدیل شدن به آتش‌بازی دارد»

### تولید و انتشار
این ویدئو بخشی از قرارداد تبلیغاتی با دویچه تلکوم بود. دویچه تلکوم مسابقه‌ای از سراسر اروپا ترتیب داده بود تا افراد شرکت‌کننده در این موزیک ویدئو مشخص شوند. و این مسابقه ۲۵۰ نفر برنده داشت که در نماهنگ کیتی پری بازی کردند. ام‌تی‌وی گزارش داد که در ۲۸ سپتامبر ۲۰۱۰ کیتی پری فیلم‌برداری موزیک ویدئو را آغاز کرد. دیو میرز کارگردانی این نماهنگ را بر عهده داشت و در بوداپست فیلم‌برداری شد. تیزر تبلیغاتی این ویدئو برای اولین بار در ۱۵ اکتبر ۲۰۱۰ منتشر شد. دیو میرز توضیح داد که زوج همجنس‌گرای این فیلم واقعاً یک زوج همجنس‌گرا هستند اما دختر بیمار سرطانی واقعاً بیمار نبود  این ویدئو نهایتاً در توییت‌وید، دایرکت‌لیرکیس و یوکو در ۲۸ اکتبر ۲۰۱۰ بارگذاری شد. همچنین در همان روز در یوتیوب، بارگذاری شد و این ویدئو تاکنون بیش از ۱ میلیارد بازدید داشته‌است. همچنین نسبت ویدئو آن ۲٫۳۵:۱ بوده‌است.

### داستان
کیتی پری در ابتدای این ویدئو از بالکن یک ساختمان در حال تماشای شهر است. او می‌خواند و جرقه‌های آتش‌بازی از سینه‌اش بیرون می‌زند تا به افرادی که به مشکلی دچار شده‌اند یا با ترس‌هایشان دست‌وپنجه نرم می‌کنند روحیه بدهد. تصویر کیتی با چند داستان موازی پیوند می‌خورد. دختری چاق که در یک پارتی استخر شرکت کرده‌است ولی خجالت می‌کشد شنا کند، جرئت می‌یابد و لباس‌هایش را درمی‌آورد و به استخر می‌پرد. یک کودک مبتلا به سرطان خون روحیه پیدا می‌کند و با این که موهایش را از دست داده‌است، در خلوت شب به خیابان می‌رود. یک پسر نوجوان همجنس‌گرا که می‌ترسد احساساتش را در جمع بروز دهد در یک پارتی دوست‌پسرش را می‌بوسد. شعبده‌بازی که مورد زورگویی قرار گرفته‌است، با چند کلک شعبده‌بازی دشمنانش را از میدان به در می‌کند. پسری در دعوای پدر و مادرش خودش را جلو می‌اندازد تا آن‌ها را از هم جدا کند، چرا که دعوای آن‌ها خواهر کوچکترش را ناراحت کرده‌است. در ادامه ترانه نیز که در قلعه بودا فیلمبرداری شده‌است، افرادی را در حال خواندن و رقصیدن می‌بینیم.

## اجراهای زنده

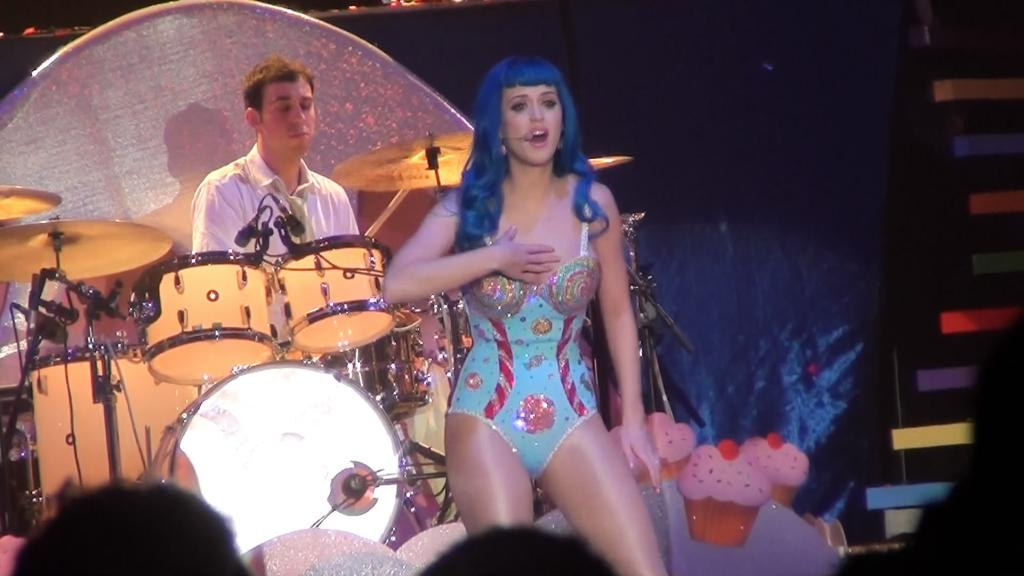
پری در حال اجرای «آتش بازی» در تور رؤیاهای کالیفرنیا

پری «آتش‌بازی» را برای نخستین بار در برنامهٔ آخر وقت با دیوید لترمن در ۲۴ اوت ۲۰۱۰ اجرا کرد. در ۱۷ اکتبر همان سال «آتش‌بازی» را در \هفتمین مجموعه مسابقات ایکس فاکتور انگلستان و در ۷ نوامبر در مراسم اهدای جوایز ام‌تی‌وی سال ۲۰۱۰ اروپا که در مادرید، اسپانیا برگزار شد نیز «آتش‌بازی» را اجرا کرد. کیتی پری این ترانه را در پادشاهی متحده دوباره خواند؛ این بار در ۱۲ نوامبر ۲۰۱۰ در پل اوگردی لایو همچنین در بی‌بی‌سی رادیو ۱ در جوایز جوانان در ۱۴ نوامبر ۲۰۱۰ نیز اجرا کرد. به غیر از آن در سی و هشتمین جوایز موسیقی آمریکا نیز «آتش‌بازی» را خواند. همچنین در ویکتوریا سیکرت فشن شو که در ۳۰ نوامبر ۲۰۱۰ اجرا شد نیز اجرا کرد.
اجرای «آتش‌بازی» توسط پری که در اکتبر ۲۰۱۰ آن را ضبط کرده بود در ۴ دسامبر ۲۰۱۰ در برنامه خوشامد به ماریو برث در آلمان به روی آنتن رفت.
همچنین در شوی الن دی‌جنرس در ۸ دسامبر ۲۰۱۰ حضور یافت و نسخه‌ای آکوستیک از این ترانه اجرا کرد. این ترانه در فهرست ترانه‌های اجرای تور رویاهای کالیفرنیا قرار داشت. همچنین در ۵۳مین جایزه تی‌وی ویک لوجی، یک جایزه تلویزیونی در استرالیا، «آتش‌بازی» را اجرا کرد. پری همچنین این ترانه را در یک اجرای زنده در بی‌بی‌سی رادیو ۱ در ۱۹ مارس ۲۰۱۲ همراه با بخشی از من، آن کسی که ول کرد، فکر کردن به تو و کاکاسیاه‌ها در پاریس خواند.

## بازخوانی‌ها
- در سریال گلی[E ۱۴] ریچل بری (با بازی لی میشل) این ترانه را اجرا کرد که در قسمت ترانه‌های عاشقانه احمقانه از فصل دوم پخش شد. در گلی: فیلم کنسرت سه‌بعدی که فیلمی از کنسرت‌های بازیگران گلی است، اجرای دیگری از این ترانه قرار دارد. مدت ترانه در کنسرت ۲:۴۶ و در نسخه‌ای که در آلبوم گلی: موسیقی - فصل دوم - جلد پنجم قرار گرفته ۳:۴۹ است.[۷۹] این ترانه به‌طور جداگانه فروش رفت و در کشور استرالیا به موقعیت ۵۹[۸۰] و در آمریکا به موقعیت ۳۴ دست یافت.[۸۱] همچنین در کانادا در هفته اول در مکان ۳۵ قرار گرفت.[۸۲] و در جدول‌های فروش آمریکا در جدول پاپ رتبه ۳، در جدول ترانه‌های لاتین ۲۹، در جدول ترانه‌های رقص/کلوب ۲۶، در جدول ترانه‌های رادیو ۲ و در جدول ترانه‌های دیجیتال ۱۳ شد.[۸۳] کریستین کوچمن در یادداشتی نوشت که این ترانه را خیلی دوست دارد و صدای میشل را نیز خیلی دوست دارد اما نباید میشل سعی می‌کرد که صدایش را شبیه کیتی پری کند. او همچنین انتقاد داشت که نسخه اصلی این ترانه هنوز در جدول فروش است و بهتر بود با تغییر آن را پخش می‌کردند.[۸۴]
- در برنامه استعدادیابی پروژه گلی در قسمت اول از فصل اول. ترانه اصلی «آتش‌بازی» بود که شرکت‌کنندگان به‌طور دسته‌جمعی آن را خواندند.[۸۵]
- رونان پاک یک نسخه آکوستیک از این ترانه در آلبوم آغازینش به نام رونان پاک قرار داد. مدت این ترانه ۴:۰۶ بود[۸۶]
- آلوین و سنجاب‌ها این ترانه را همراه با دو ترانه دیگر یعنی «این گونه زاده شده‌ام» و «هیچ چیزی ما را اکنون متوقف نمی‌کند» ترکیب کرده و مورد استفاده قرار گرفته‌است. مدت این ترانه ۲:۴۷ ثانیه است.[۸۷]
- این ترانه همچنین توسط گروه پست-هاردکور ایتالیایی به نام هوپس دایز لست بازخوانی شده‌است و در آلبوم دومشان به نام به هیچ‌کس اعتماد نکن قرار داده‌شد. زمان این نسخه ۴:۰۰ است.[۸۸]
- این ترانه همچنین در موسیقی متن پویانمایی متعلق به دریم‌ورکس انیمیشن یعنی ماداگاسکار ۳ قرار داده‌شد. مدت این ترانه ۳:۴۶ ثانیه است.[۸۹]

## نسخه‌ها
- نسخه دانلود دیجیتال[۹۰]

1. «آتش‌بازی» – ۳:۴۷
2. «آتش‌بازی» (نسخهٔ نماهنگ) – ۳:۵۵

- تک‌آهنگ سی‌دی (آلمان)[۹۱]

1. «آتش‌بازی» – ۳:۴۸
2. «آتش‌بازی» (نسخهٔ بدون کلام) – ۳:۵۱

## دست‌اندرکاران
- خواننده: کیتی پری
- ترانه‌سرا: کیتی پری، میشل اس. اریکسن، تور اریک هرمن‌سن، سندی ویلهلم، استر دین
- تهیه‌کننده: استارگیت، سندی وی، بیردمَن سوم
- ضبط و نشر آواها: میشل اس. اریکسن، مایلز واکر
- مهندسی صوت – کارلوس اویاندل، دمین لوئیس
- دستیار مهندسی: جاش هیوجکیرک
- میکس صدا – سندی وی، فیل تن
- سازها: میشل اس. اریکسن، تور اریک هرمن‌سن، سندی وی
- مستر صدا: برایان گاردنر
  - منبع[۳]

## جدول‌ها
| جدول                        | بهترین موقعیت |
| --------------------------- | ------------- |
| استرالیا                    | ۳             |
| اتریش                       | ۳             |
| بلژیک (فلاندرز)             | ۵             |
| بلژیک (والونی)              | ۵             |
| ۱۰۰ هات برزیل               | ۵             |
| ترانه‌های پاپ برزیل          | ۲             |
| کانادا                      | ۱             |
| جمهوری چک                   | ۴             |
| دانمارک                     | ۱۴            |
| هلند                        | ۸             |
| ۱۰۰ هات اروپا               | ۹             |
| فنلاند                      | ۱۸            |
| فرانسه                      | ۷             |
| آلمان                       | ۴             |
| جدول پخش آلمان              | ۳             |
| مجارستان                    | ۲             |
| ایرلند                      | ۲             |
| اسرائیل                     | ۳             |
| ایتالیا                     | ۴             |
| ژاپن                        | ۴۶            |
| نیوزیلند                    | ۱             |
| نروژ                        | ۲             |
| لهستان                      | ۳             |
| ترانه‌های رقص لهستان         | ۲۹            |
| رومانی                      | ۱۵            |
| اسکاتلند                    | ۳             |
| اسلوواکی                    | ۲             |
| اسپانیا                     | ۱۴            |
| سوئد                        | ۴             |
| سوئیس                       | ۳             |
| پادشاهی متحده               | ۲             |
| آمریکا                      | ۱             |
| ترانه‌های بزرگسال آمریکا     | ۱             |
| ترانه‌های بزرگسال پاپ آمریکا | ۱             |
| ترانه‌های دنس کلاب آمریکا    | ۱             |
| ترانه‌های پاپ آمریکا         | ۱             |

| جدول (۲۰۱۰)                   | موقعیت |
| ----------------------------- | ------ |
| استرالیا                      | ۲۴     |
| آلمان                         | ۸۸     |
| مجارستان                      | ۹۴     |
| ایرلند                        | ۹      |
| نیوزیلند                      | ۱۷     |
| پادشاهی متحده                 | ۱۹     |
| جدول (۲۰۱۱)                   | موقعیت |
| استرالیا                      | ۲۸     |
| اتریش                         | ۳۷     |
| بلژیک (فلاندرز)               | ۵۷     |
| بلژیک (والونیا)               | ۳۲     |
| کانادا                        | ۸      |
| هلند                          | ۳۸     |
| فرانسه                        | ۳۴     |
| مجارستان                      | ۲۶     |
| نیوزیلند                      | ۳۱     |
| اسپانیا                       | ۳۲     |
| جدول پخش اسپانیا              | ۱۰     |
| سوئیس                         | ۳۶     |
| آمریکا                        | ۳      |
| ترانه‌های پاپ آمریکا           | ۸      |
| ترانه‌های رادیویی آمریکا       | ۳      |
| ترانه‌های دیجیتال آمریکا       | ۴      |
| ترانه‌های بزرگسالان آمریکا     | ۲      |
| ترانه‌های پاپ بزرگسالان آمریکا | ۶      |
| ترانه‌های دنس کلاب آمریکا      | ۱۹     |
| ترانه‌های لاتین پاپ آمریکا     | ۳۸     |

| جدول (۲۰۱۰–۲۰۱۹)                | موقعیت |
| ------------------------------- | ------ |
| استرالیا (ARIA)                 | ۲۵     |
| ۱۰۰تای داغ بیلبورد ایالات متحده | ۴۳     |

| جدول (۱۹۵۸–۲۰۱۸)                | موقعیت |
| ------------------------------- | ------ |
| ۱۰۰تای داغ بیلبورد ایالات متحده | ۲۰۵    |

## گواهی‌نامه‌ها
| منطقه | گواهی      | واحد گواهی‌شده/فروش |
| --- | ---------- | ------------------ |
| استرالیا (آی‌اف‌پی‌آی استرالیا)                                                                                   | ۱۰× پلاتین | ۷۰۰٬۰۰۰            |
| اتریش (فونوگرافی اتریش)                                                                                        | طلا        | ۱۵٬۰۰۰*            |
| بلژیک (بی‌ئی‌ای)                                                                                                 | طلا        | ۱۵٬۰۰۰*            |
| کانادا (میوزیک کانادا)                                                                                         | ۶× پلاتین  | ۴۸۰٬۰۰۰*           |
| دانمارک (آی‌اف‌پی‌آی)                                                                                             | طلا        | ۱۵٬۰۰۰^            |
| فرانسه | —          | ۱۴۰٬۰۰۰            |
| آلمان (بی‌وی‌ام‌آی)                                                                                               | پلاتین     | ۳۰۰٬۰۰۰            |
| ایتالیا (اف‌آی‌ام‌آی)                                                                                             | ۲× پلاتین  | ۶۰٬۰۰۰*            |
| ژاپن (آرآی‌ای‌جی)                                                                                                | طلا        | ۱۰۰٬۰۰۰*           |
| مکزیک (امپروفون)                                                                                               | پلاتین+طلا | ۹۰٬۰۰۰*            |
| نیوزیلند (آرآی‌ای‌ان‌زد)                                                                                          | ۲× پلاتین  | ۳۰٬۰۰۰*            |
| پرتغال (انجمن صنفی گرامافون)                                                                                   | طلا        | ۵٬۰۰۰              |
| سوئد (گی‌ال‌اف)                                                                                                  | پلاتین     | ۴۰٬۰۰۰             |
| سوئیس (آی‌اف‌پی‌آی سوئیس)                                                                                         | طلا        | ۱۵٬۰۰۰^            |
| بریتانیا (بی‌پی‌آی)                                                                                              | ۲× پلاتین  | ۱٬۰۹۱٬۷۴۳          |
| ایالات متحده (آرآی‌ای‌ای)                                                                                        | ۱۲× پلاتین | ۷٬۴۰۰٬۰۰۰          |
| * رقم فروش تنها بر پایهٔ گواهی‌ها. · ^ رقم توزیع تنها بر پایهٔ گواهی‌ها. · رقم فروش+پخش جاری تنها بر پایهٔ گواهی‌ها. |            |                    |

## تاریخچهٔ انتشار
| کشور         | تاریخ          | نوع              | ناشر          |
| ------------ | -------------- | ---------------- | ------------- |
| ایالات متحده | ۲۶ اکتبر ۲۰۱۰  | مین‌استریم ایرپلی | کپیتال رکوردز |
| ایالات متحده | ۱۶ نوامبر ۲۰۱۰ | ریتمتیک ایرپلی   | کپیتال رکوردز |
| بریتانیا     | ۲ نوامبر ۲۰۱۰  | دانلود دیجیتال   | کپیتال رکوردز |
| بریتانیا     | ۲ دسامبر ۲۰۱۰  | سی‌دی تک‌آهنگ      | کپیتال رکوردز |
| آلمان        | ۳ دسامبر ۲۰۱۰  | سی‌دی تک‌آهنگ      | کپیتال رکوردز |
| فرانسه       | ۲۴ ژانویه ۲۰۱۴ | سی‌دی تک‌آهنگ      | کپیتال رکوردز |

## واژه‌نامه
1. ↑  like the 4th of July
2. ↑  like a firefly
3. ↑  The California Gurl celebrates the spark and originality in all of us.
4. ↑  MuchMusic
5. ↑  TwitVid
6. ↑  DirectLyrics
7. ↑  Youku
8. ↑  pool party
9. ↑  Paul O'Grady Live
10. ↑  Victoria's Secret Fashion Show
11. ↑  Willkommen bei Mario Barth
12. ↑  Acoustic
13. ↑  TV Week Logie Awards
14. ↑  glee